# L'Anse Amour

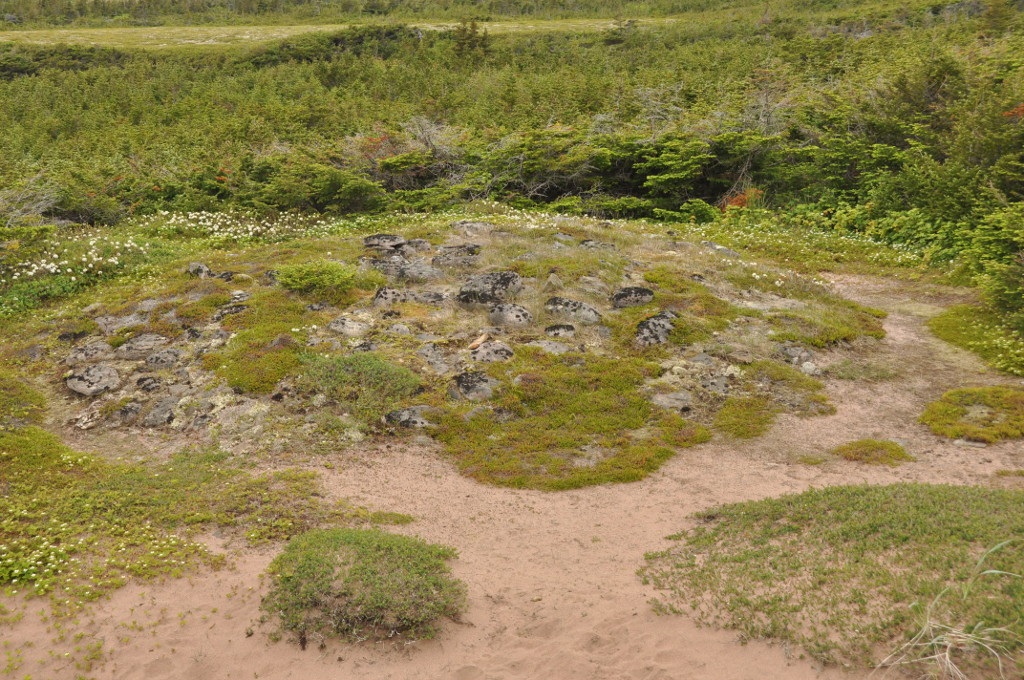
Le tumulus préhistorique de L'Anse Amour

L'Anse Amour est un hameau dépendant du village de Forteau, situé sur le détroit de Belle Isle, sur la côte sud du Labrador, province de Terre-Neuve-et-Labrador, au Canada. Il est connu pour son tumulus préhistorique, l'un des plus anciens du Nouveau Monde, et pour le phare de Point-Amour, le plus haut des provinces de l'Atlantique. En 2006, la population était tombée à 8 habitants.

## Tumulus

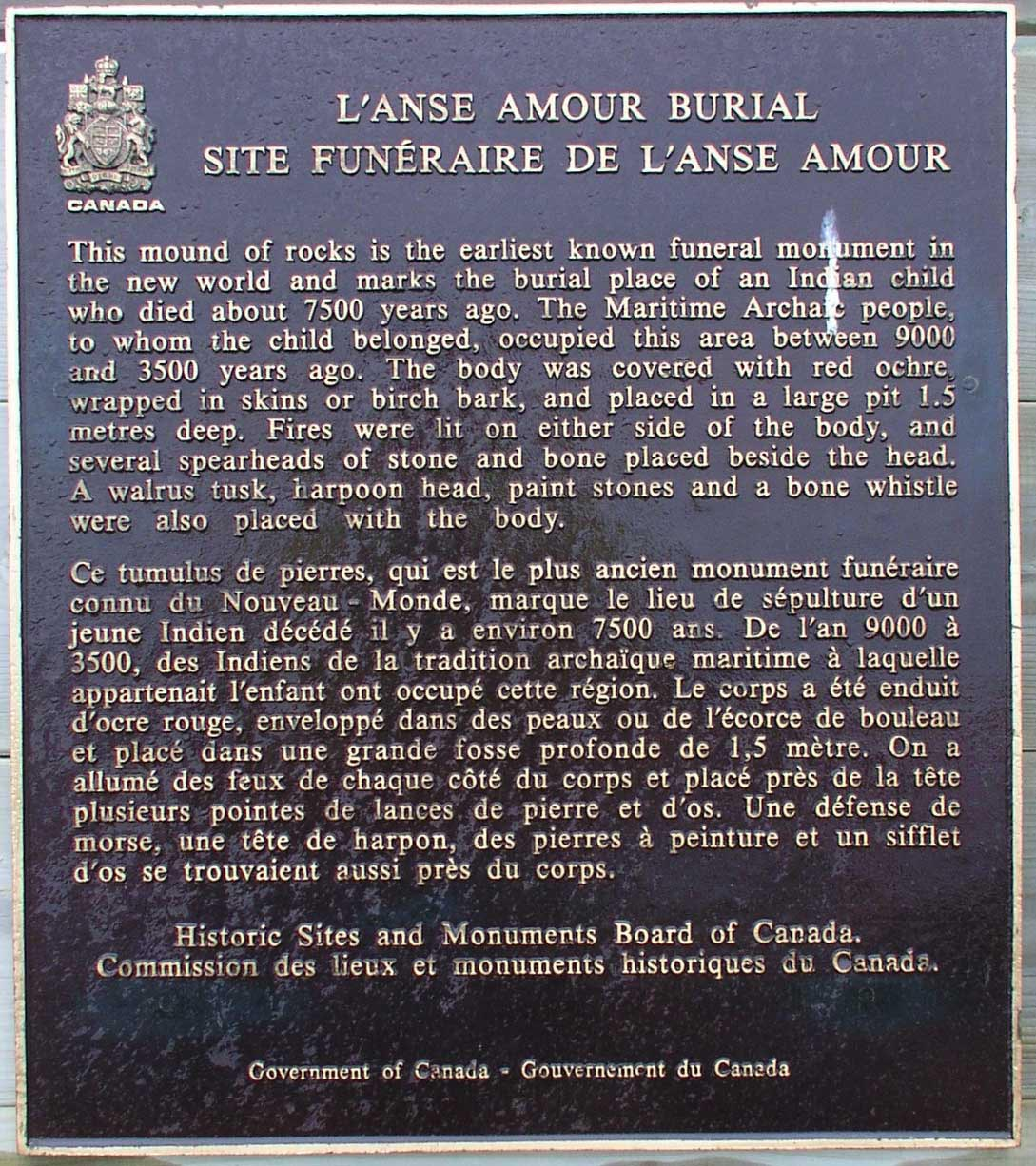
Panneau présentant le tumulus de l'Anse Amour

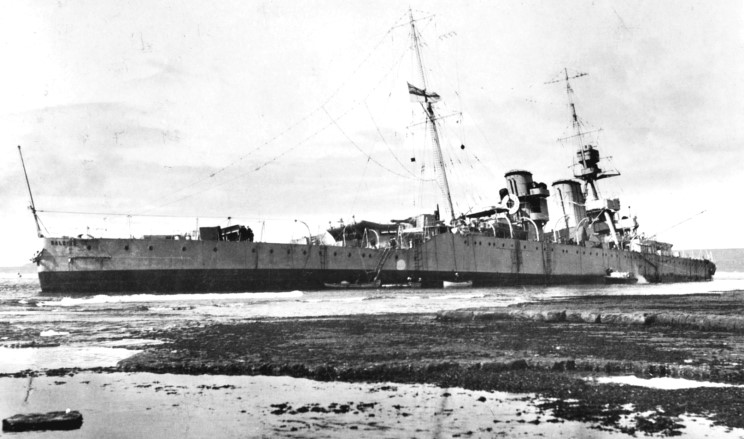
HMS Raleigh échoué en 1922

L’Anse Amour est la corruption d'une appellation plus ancienne, l'Anse-aux-Morts.
Le lieu accueille en effet un tumulus, daté d'au moins 5500 av. J.-C., ce qui correspond à l'archaïque maritime, période de pêcheurs et de chasseurs d’animaux marins. Le tumulus abritait la sépulture d'un garçon, dont le corps devait être enveloppé dans de l'écorce ou des peaux d'animaux. On l'a retrouvé en décubitus ventral, la tête tournée vers le couchant.
Un panneau commente l'importance archéologique de ce tumulus (photo ci-contre) et l'on peut voir au Labrador Straits Museum And Craft Shop, à L'Anse-au-Loup, des reproductions des artéfacts trouvés dans la tombe. Le tumulus a été désigné lieu historique national du Canada en 1978.

## Histoire
Les habitants du village (qui ne sont plus que sept) sont tous des descendants de l'équipage du HMS Raleigh, qui s'échoua à Point-Amour le 8 août 1922. Un chemin longeant la côte permet aux touristes de voir les restes rouillés de l'épave. Le navire a été détruit à l'explosif en 1926.

## Le phare de Point-Amour
Le phare de Point-Amour, non loin de l'Anse Amour, est le phare le plus élevé des Provinces de l'Atlantique et, avec une hauteur de 33 m, le deuxième phare le plus élevé de tout le Canada. Cette tour cylindrique, faite de blocs calcaires, est peinte en blanc avec une bande noire. Sa construction s’est inscrite dans le programme des Imperial Towers et le phare est aujourd'hui classé comme Édifice fédéral du patrimoine. Les locaux d'habitation du phare, achevés en 1857, ont été rénovés et font aujourd'hui fonction de musée.